# James Lowry Donaldson
Pour les articles homonymes, voir Donaldson.

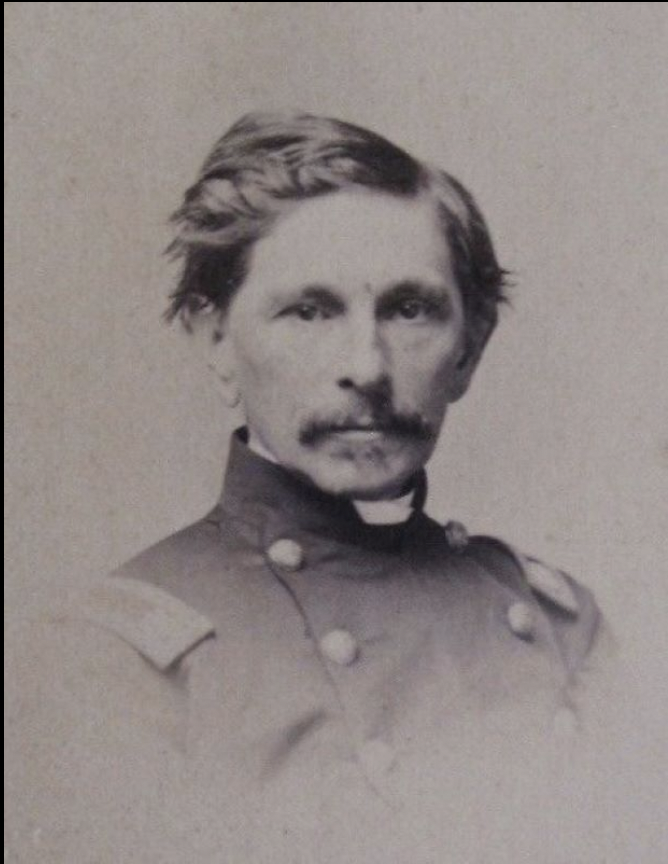

James Lowry Donaldson (17 mars 1814 - 4 novembre 1885) est un soldat américain et auteur. Il sert comme général dans l'armée de l'Union pendant la guerre de Sécession et est remarqué pour sa maîtrise de la logistique militaire.

## Avant la guerre
Donaldson naît à Baltimore, dans le Maryland, fils de James Donaldson Lowry et de Marie Purviance Cox dans une famille éminente de Baltimore. Son père était avocat à Baltimore, un membre de la chambre des délégués à Annapolis, et le premier officier tombé à la bataille de North Point pendant la guerre de 1812. Le 1er septembre 1832, il est nommé pour le Maryland à l'académie militaire de West Point, diplômé en 1836. Breveté second lieutenant dans le 3rd U.S. Artillery, il est envoyé dans l'Ouest pour servir dans une garnison, d'où sa maîtrise de la logistique et de la gestion du ravitaillement est remarqué pour la première fois.
Plus tard, il sert avec distinction en tant que premier lieutenant lors de la seconde guerre séminole en Floride, puis dans le 1st U.S. Artillery pendant la guerre américano-mexicaine, où il se distingue lors de la bataille de Buena Vista. Promu commandant pour acte de bravoure au combat, il sert dans plusieurs avant-postes sur la frontière, y compris en tant que quartier maître  au camp militaire à Pawneee Fork dans le Kansas, en 1859-60. Il dirige un train de wagon de ravitaillement au travers du pays hostile des indiens dans le territoire du Nouveau-Mexique.

## Guerre de Sécession
Lorsque la guerre de Sécession éclate, Donaldson est le chef quartier-maître pour le département du Nouveau-Mexique à fort Union jusqu'à l'automne 1862, quand il est réaffecté au même poste pour le département militaire du Milieu à Baltimore. À la mi-1863, après la campagne de Gettysburg, il est réaffecté sur le théâtre occidental. Servant sous son ancien camarade de West Point, Montgomery, C. Meigs, le colonel Donaldson est le chef quartier maître du département du Cumberland. Il organise les hommes de son organisation des quartiers maîtres dans une unité de combat et sert dans la bataille de Nashville.
Il est promu au brigadier général et chef quartier maître de la division militaire du Tennessee. Donaldson gère efficacement et avec compétence les énormes bases qui servent les armées de Ulysses S. Grant, William T. Sherman, George H. Thomas et reçoit leurs recommandations dans les rapports officiels.
Lorsque la fin de la guerre est proche, Donaldson est breveté major-général dans l'armée régulière.

## Après la guerre
Donaldson quitte le service actif en 1869, et a démissionné officiellement de l'armée le 1er janvier 1874. Il écrit Sergent Atkins (1871), un récit de la guerre de Floride.
Un vitrail, Le Centurion romain, dans l'église de la Grâce et de saint Pierre de Baltimore commémore James Lowry Donaldson.